# Muhàmmad Alí Paixà
Muhàmmad Alí Paixà (turc otomà: محمد علی پاشا)  (Kavala, 4 de març de 1769 - Alexandria, 2 d'agost de 1849) Muhàmmad Alí Paixà al-Massud ibn Agha va ser un militar i un polític d'origen albanès, valí (governador) d'Egipte i el Sudan, considerat el fundador de l'Egipte modern. La dinastia que va implantar manà sobre Egipte i el Sudan fins a la revolució egípcia de 1952.
Va ser un comandant militar d'una força otomana albanesa enviada per recuperar Egipte d'una ocupació francesa impulsada per Napoleó. Després de la retirada de Napoleó, Muhàmmad Alí va assolir el poder mitjançant una sèrie de maniobres polítiques, i el 1805 va ser nomenat valí (virrei) d'Egipte i va guanyar el rang de paixà. Com a valí, Muhàmmad Alí va intentar modernitzar Egipte instituint reformes dramàtiques en els àmbits militar, econòmic i cultural. També va iniciar una violenta purga dels mamelucs, consolidant el seu domini i acabant definitivament amb el domini mameluc sobre Egipte.
Militarment, Muhàmmad Alí va recuperar els territoris àrabs per al soldà i va conquerir el Sudan. El seu intent de reprimir la rebel·lió grega va fracassar decisivament després d'una intervenció de les potències europees a Navarino. El 1831, Muhàmmad Alí va fer la guerra contra el soldà, capturant Síria, creuant a Anatòlia i amenaçant directament Constantinoble però les potències europees el van obligar a retirar-se. Després d'una fallida invasió otomana de Síria el 1839, va llançar una altra invasió de l'Imperi Otomà el 1840; va tornar a derrotar els otomans i va obrir el camí cap a la presa de Constantinoble. Davant d'una altra intervenció europea, va acceptar una pau negociada el 1842 i es va retirar del Llevant; a canvi, ell i els seus descendents van rebre el domini hereditari sobre Egipte i Sudan. La dinastia que va establir governaria Egipte fins a la revolució de 1952 quan el rei Farouk va ser enderrocat pel Moviment d'Oficials Lliures dirigit per Mohamed Naguib i Gamal Abdel Nasser, establint la República d'Egipte.

## Biografia
Era fill d'un oficial otomà d'origen albanès que va arribar a comandant de les forces locals a Kavala. Muhàmmad va entrar també a l'exèrcit i va rebre el 1801 el comandament de les forces reclutades a Kavala que eren enviades a Egipte contra els francesos. Una vegada al país es va adonar immediatament de com funcionaven les coses i va saber manipular hàbilment els partits. Va saber mantenir un equilibri delicat entre les diverses faccions mameluques, el governador (wali), els regiments otomans i els notables urbans, aconseguint una coalició i enfrontant els que se li oposaven els uns amb els altres. Les faccions mameluques principals eren les dirigides per Uthman (Osman) Bey al-Bardisi i la de Muhàmmad Bey al-Alfi. El wali era el 1803 Khusraw Paixà i el cap dels albanesos era Tahir Paixà. Muhàmmad va saber enfrontar uns als altres. L'abril del 1803 els albanesos es van amotinar al Caire reclamant millor sou i Khusrew Paixà va fugir a Damiata; Tahir va agafar el control (3 de maig de 1803) i va fer venir mamelucs des de l'Alt Egipte, però fou assassinat el juny del 1803. Llavors Muhàmmad Alí fou nomenat cap del contingent albanès i va fer aliança amb els mamelucs; derrotat Khusraw a Damiata el va portar presoner al Caire. Absent al-Alfi (que era a Anglaterra) la coalició estava basada en la cooperació entre Muhàmmad i la facció d'al-Bardisi. Després d'una breu interinitat com a wali de Khurshid Paixà el juliol la Porta va enviar a Alí Paixà Djazirli, però aquest fou mort per la coalició el 31 de gener del 1804 i va agafar el càrrec de manera interina Uthman (Osman) Bey al-Bardisi. Al-Alfi, que havia retornat, fou derrotat i va haver de fugir a l'Alt Egipte. Muhàmmad Alí va instigar un motí entre les seves tropes i al-Bardisi va haver d'imposar al poble una nova taxa que va portar a la revolta i Muhàmmad Alí llavors va aparèixer com a salvador i va fer abolir la taxa i va expulsar a al-Bardisi del Caire fent aliança amb els notables locals (els grans ulemes i grans comerciants). Muhàmmad va permetre el nomenament d'un wali, que fou Khurxid Alí (març de 1804). Va fer una campanya contra els mamelucs i mentre Khurshid va introduir tropes d'irregulars procedents de Síria, que van alterar l'orde i els notables van cridar a Muhàmmad Alí i el van proclamar wali el 9 de juliol de 1805. La Porta va comprendre la força del nou wali i va avalar el seu nomenament a contracor com demostren els intents de nomenar-lo poc després governador de Jeddah o de Salònica.
En els anys següents (1805-1811) va eliminar a tots els seus rivals, principalment els mamelucs refugiats a l'Alt Egipte. Va utilitzar alternativament l'aliança, la guerra o l'hostilitat, el que més el beneficiava. Els beys que pactaven debilitaven el seu camp que era atacat, per després ser impulsats a la revolta, aliar-se amb altres i progressivament eliminar tots els obstacles. Al-Alfi i al-Bardisi van morir amb quatre mesos de diferència a la segona meitat del 1806 i la manca d'un líder clar va beneficiar a Muhàmmad Alí. Finalment el 1811 el mamelucs del Caire foren convidats a un banquet al Caire i allí foren massacrats i llavors es va procedir a l'eliminació dels ja debilitats mamelucs a les províncies. Uns centenars de mamelucs foren no obstant incorporats a l'elit otomano-egípcia i van exercir funcions destacades com a militars o administradors. El 1807 van desembarcar tropes britàniques a Alexandria en auxili dels mamelucs, però no van poder ocupar Rosetta i bloquejades per les forces de Muhàmmad Alí amb el qual van haver de pactar la sortida. Des del 1807, a la deposició del sultà Selim III, el govern otomà va tenir dificultats i Muhàmmad Alí va poder gaudir de més llibertat en el seu govern. En aquest temps també va eliminar els notables urbans, primer els influents ulemes el cap principal dels quals era Umar Makram; Muhàmmad Alí va imposar una taxa a les terres del wakf de la que els grans ulemes tenien els seus beneficis; Makran va protestar i fou hàbilment aïllat d'altres ulemes i enviat a l'exili.
En els següents anys es va dedicar a crear una elit lleial. Entre els seus plans hi havia estendre el seu poder a Síria-Palestina. Els seus fills foren enviats a expedicions per a la Porta a Hedjaz, Sudan, Creta i el Peloponès o Morea. També va fer importants reformes al cadastre nacional i el sistema econòmic, i a les forces armades.
A petició de la Porta, el 1811 va iniciar una campanya contra els wahhabites a l'Emirat de Diriyah. El seu fill Tusun Paixà fou nomenat comandant en cap de l'exèrcit expedicionari el 1813 havia restablert l'autoritat otomana a l'Hedjaz, on Muhàmmad Alí va anar a finals d'any. En la seva absència un alt funcionari va fer córrer el rumor de la seva mort i va intentar ocupar el seu lloc però les forces lleials van derrotar el rebel. El 1815 es va pactar una treva. A la mort sobtada de Tusun (que era a Egipte) va ser substituït pel seu germà gran Ibrahim Paixà que va fer una campanya al Nedjd i va derrotar finalment als wahhabites el 1818. El 1819 el mateix Muhàmmad va fer un tractat amb l'iman del Iemen estenent la influència otomana fins a l'estret de Bab al-Màndeb. Encara que el Nedjd fou recuperat pels wahhabites el 1824, Hedjaz va restar en mans dels otomans.
La campanya del Sudan va comportar l'ocupació de Núbia, el regne Funj de Sennar i Kordofan, arribant al darrer enclavament mameluc a Dongola. Els territoris sudanesos foren conquerits entre 1820 i 1822 sense gaires problemes, sota la direcció del seu fill Ismaïl Paixà que hi va perdre la vida igual que el seu gendre Mehmed Khusrew, conegut com el Defterdar. L'exèrcit d'esclaus sudanesos que es va formar fou instruït a Aswan pel coronel francès (al servei d'Egipte després de la restauració) Sevés que va adoptar el nom de Süleyman Paixà o Solimà Paixà; l'alta mortalitat va fer canviar el sistema i foren reclutats joves camperols egipcis. L'exèrcit així format fou anomenat Nizam-i djedid.
El 1824 Muhàmmad Alí va emprendre una gran reforma administrativa, amb una jerarquia burocràtica civil. Egipte portava anys de guerres (encara que exteriors), i havia patit epidèmies i fams (1813 i 1816) al Baix Egipte. Els impostos eren forts i això va portar a la resistència i van esclatar algunes revoltes rurals armades, que foren reprimides sense gaires problemes.

### Guerra d'independència de Grècia
Després de la declaració d'independència grega, Mahmut II i Muhàmmad Alí Paixà s'aliaren contra la revolta, i aquest va intervenir enviant primer al seu nebot Hasan Paixà i a la seva mort accidental, a un altre dels seus nebots, Hussein Bey. La intervenció egípcia s'havia de limitar a Creta i Xipre però l'èxit de les tropes de Muhàmmad Alí en ambdós llocs va posar els turcs davant d'un dilema molt difícil, ja que temien les ambicions expansionistes de Muhàmmad Alí, però el 1825 va tornar a demanar ajuda per intervenir al Peloponès, i aquesta campanya fou dirigida pel seu fill Ibrahim Paixà a canvi no només de Creta i Xipre, sinó també del Peloponès i Síria. El 19 de juliol de 1824, la flota més gran vista al Mediterrani des que Napoleó va envair Egipte el 1798 va sortir d'Alexandria, formada per 54 vaixells de guerra i 400 transports que transportaven 14.000 infants entrenats per França, 2.000 cavallers i uns 150 canons i 500 artillers.
Ibrahim Paixà va desembarcar a Methoni el 24 de febrer de 1825, i un mes després es va unir al seu exèrcit de 10.000 infants i 1.000 de cavalleria. Els grecs no esperaven un desembarcament a l'hivern i foren agafats per sorpresa, a més, els egipcis, entrenats per oficials francesos eren soldats durs i resistents a diferència de les unitats turques i albaneses contra les quals els grecs havien estat lluitant fins aleshores. Ibrahim va derrotar la guarnició grega a la petita illa de Sphacteria davant de la costa de Messènia, i amb els grecs en desordre, Ibrahim va devastar el Peloponès occidental i va matar Papaflessas a la batalla de Maniaki. Per intentar aturar Ibrahim, Konstandinos Kanaris va liderar l'atac a Alexandria per destruir la flota egípcia, que va fracassar a causa d'un canvi sobtat de vent. A finals de juny, Ibrahim havia capturat la ciutat d'Argos i estava a poca distància de Nàuplia, la capital de la República Hel·lènica, però la ciutat va ser salvada per Yannis Makriyannis i Dimítrios Ipsilandis, i Ibrahim es va retirar a Tripolitza.

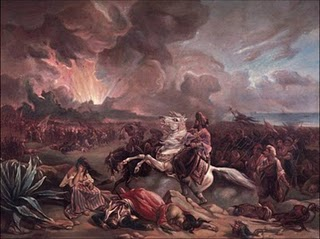
L'atac d'Ibrahim Paixà a Messolonghi

Des del 15 d'abril de 1825 els exèrcits turcs de la Grècia central assetjaven Mesolongi per tercera vegada, quan Navarino va caure en mans d'Ibrahim. A principis de tardor, l'armada grega, sota el comandament de Miaoulis, va obligar la flota turca del golf de Corint a retirar-se, després d'atacar-la amb brulots. Ibrahim es va reunir amb els turcs a Mesolongi a mitjan hivern sense penetrar les defenses de la ciutat. però el 22 d'abril, 3.000 grecs van sortir de la ciutat durant la nit per tallar un camí a través de les línies egípcies i van ser derrotats, i amb la caiguda de la ciutat entre 3.000 i 4.000 dones i nens van ser esclavitzats.
Ibrahim va intentar entrar a la península de Mani pel nord-est el 21 de juny de 1826, però es va veure obligat a aturar-se a les fortificacions de Vergas i obligat a retirar-se. Els maniotes van perseguir els egipcis fins a Calamata abans de tornar a Vergas. Ibrahim va tornar a intentar entrar a Mani des de la Laconia central, però de nou els maniotes van derrotar les forces turques i egípcies a Polytsaravo impedint ocupar Mani. Les pèrdues que Ibrahim Paixà havia patit al setge de Missolonghi havien reduït molt el seu exèrcit, i es va passar la resta de 1826 perseguint les guerrilles gregues a les muntanyes. A finals de juny de 1826 Reşid Mehmed Paixà va assetjar Atenes i a mitjans d'agost, només l'Acròpoli encara resistia sota Yannis Gouras. Després de la batalla de Phaleron el 5 de juny de 1827, l'Acròpolis es va rendir en l'última victòria otomana de la guerra. Aquesta derrota va destruir la moral grega i els únics llocs de la Grècia continental que van perseverar després de la batalla eren la península de Mani i Nàuplia, la seu del govern.

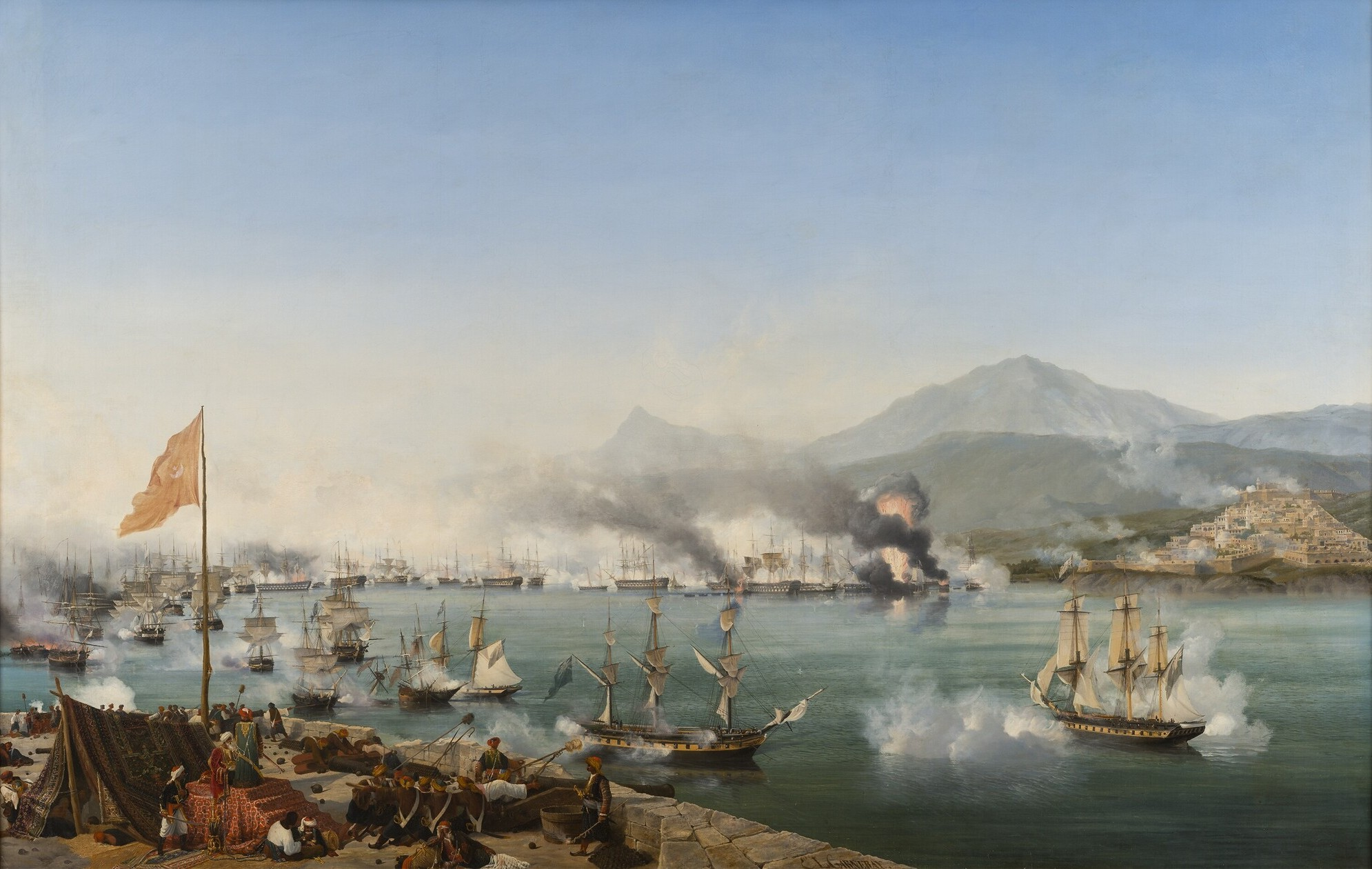
La Batalla de Navarino

Només la intervenció de l'Imperi Rus, el Regne Unit i França que el 1827 van signar el tractat de Londres van destruir la flota otomana a la batalla de Navarino. va poder impedir l'aplanament total dels rebels. Les tropes egípcies foren evacuades el 1828.

### Primera guerra egipcio-otomana

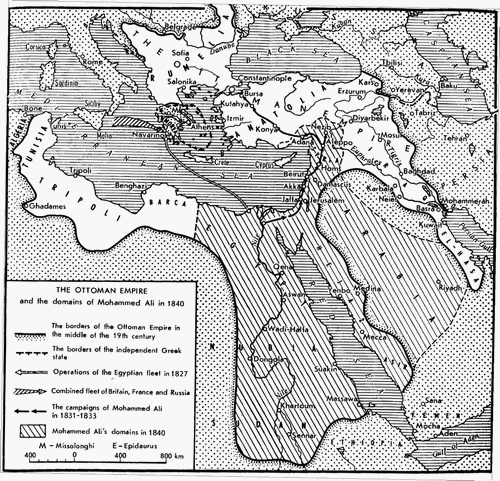
Territori controlat per Muhàmmad Alí Paixà després de l'acord de pau de 1833

A la tornada de les tropes de Grècia, es va començar la reorganització de l'exèrcit (1829). Muhàmmad Alí havia reclamat el govern de Síria en compensació pel seu esforç a Grècia però li havia estat refusat (1827). Muhàmmad va decidir agafar-los per la força i va teixir les necessàries aliances locals. Amb una excusa va envair Palestina i va assetjar Acre per terra i mar, sota el comandament del seu fill Ibrahim Paixà. A meitat del 1832 va ocupar Acre i dels districtes palestins i després, amb el suport de l'amir del Líban, Bashir Shihab II, va ocupar Sidó, Beirut, Trípoli del Líban i Damasc. El desembre del 1831 els otomans foren derrotats prop de Konya i el gran visir fou fet presoner. Ibrahim va avançar fins a Kutayha. El sultà Mehmet II havia declarat a Muhàmmad rebel i va fer aliança amb Rússia; això va impulsar a Gran Bretanya i França a intervenir. Es van iniciar negociacions i Muhàmmad va aconseguir algunes concessions i finalment la retirada però a canvi de la cessió dels governs de Síria, Creta i Adana.
Es van fer reformes en l'educació i la sanitat, però la despesa de al campanya siriana havia esgotat els recursos. Una sequera i epidèmia de colera als anys trenta i una pesta el 1835 va delmar la població de camperols. Una ordenança de Muhammad Ali de 1835 va prohibir totes les exportacions d'antiguitats i ordena la construcció d'un museu on albergar els artefactes antics, probablement a suggeriment de Jean-François Champollion. La centralització de l'administració imposada per Muhàmmad Alí no funcionava i la manca de quadres per una millor explotació econòmica era evident. Així a partir del 1838 va haver de canviar de política i va començar per una reforma del règim d'explotació de la terra creant els grans latifundis (çiftiliks).

### Segona guerra egipcio-otomana

Modificacions territorials a Egipte durant el govern de Muhàmmad Alí Paixà

El 1838 Muhàmmad va anunciar a les potències la seva intenció de proclamar-se independent i La Porta el va declarar rebel, enviant un exèrcit otomà que va sortir de l'Iraq, va creuar l'Eufrates i es va enfrontar als egipcis a la batalla de Nezib al nord-est d'Alep, però fou derrotat al juny. El sultà va morir a Istanbul sense saber el resultat de la batalla. Khosrew Paixà fou nomenat gran visir i el seu rival, el Kapudan Paixà, es va passar a Muhàmmad Alí amb tota la flota que fou portada a Alexandria. El sultà Abd al-Majid (Abdülmecit) va oferir a Muhàmmad Alí el govern hereditari d'Egipte, però aquest va exigir també el de Síria i Cilícia. Les converses van quedar bloquejades i es van reprendre el 1841 després de la destitució de Khusrew el 29 de maig, però les Potències (Àustria, Anglaterra, França, Rússia i Prúsia) van imposar un acord segons els seus interessos. Muhàmmad Alí havia de renunciar a Síria i Cilícia però rebia el govern d'Acre (de manera temporal) i el tron d'Egipte hereditari. L'acord fou presentat a manera d'ultimàtum i acompanyat del desplegament de la flota aliada als Estrets. Al no respondre el wali, els aliats van ocupar Beirut, el Líban es va revoltar, i els aliats van ocupar altres poblacions de la costa; vaixells francesos i britànics es van presentar a Alexandria. Finalment l'exèrcit egipci va evacuar Síria i Muhàmmad Alí va acceptar l'acord. Un firman del sultà el va convertir en wali hereditari el juny de 1841.
Va començar llavors una etapa de millora econòmica, de noves relacions amb les Potències, de pau i de descentralització. Els monopolis foren desintegrats. El seu fill Ibrahim Paixà es va preparar per agafar el govern quan el pare morís. El 1847 Muhàmmad Alí va donar mostres de senilitat i Ibrahim es va fer càrrec efectiu del govern del qual fou investit formalment l'1 de setembre de 1848 però va morir el 10 de novembre de 1848. Formalment Muhàmmad Alí va tornar al càrrec encara que no va tenir cap poder, el qual va passar al net Abbàs Hilmí. Muhàmmad va morir a Alexandria el 2 d'agost de 1849 i Abbas Paixà fou proclamat oficialment. El difunt fou enterrat a la mesquita de la ciutadella del Caire que ell mateix havia començat a construir.